# عبدالواحد شنان آل‌رباط
عبدالواحد شنان آل‌رباط (به عربی: عبد الواحد شنان آل رباط) (زادهٔ ۱۹۴۴ سماوه) نظامی بازنشسته عراقی است، که از فرماندهان ارشد نیروی زمینی عراق، در زمان صدام حسین و در خلال جنگ ایران و عراق بود. وی فرماندهی لشکر ۱۲ زرهی، لشکر ۳۹، لشکر ۲۹ پیاده، لشکر ۱۱ پیاده، سپاه ششم و سپاه چهارم را در دوره‌های مختلف برعهده داشت و در سالهای آخر جنگ ایران و عراق نیز فرمانده ستاد مشترک نیروی زمینی عراق بود.